# JDownloader
JDownloader 是一個自由开源的網頁下載軟件，是使用Java程式語言所編寫 ，它是專門為Rapidshare這類線上网络硬盘站點而設計的，所以除了Rapidshare.com和Rapidshare.de，用JDownloader在Depositfiles.com、Mediafire.com、mega.nz、qshare.queensu.ca、Zshare.net等站點亦可便捷下載資料 。JDownloader的特色就是可以過濾掉廣告、驗證碼，還能讓使用者同時輸入多個下載位址進行批量下載。JDownloader支持导入CCF，RSDF以及DLC等格式文件 。
1. 1 2 3  . jdownloader.org.   [2025-01-08]. （原始内容存档于2025-01-26）.
2. ↑  . jdownloader.org.   [2025-01-08]. （原始内容存档于2025-01-30）.